# تامارا درو
تامارا درِوْ (بالإنجليزية: Tamara Drewe)‏ فِلم يتسم بالكوميديا أنتج سنة 2010، أخرجه ستيفن فريرز.
الفلم من سيناريو مويرا بوفيني وقد بُنيَ على قصة مصورة فكاهية بصحيفة حملت نفس الاسم (التي أعيد نشرها لاحقًا كرواية مصورة) كتبتها بوسي سيموندز. القصة المصورة والتي هي بمثابة المصدر كانت إعادة صياغة لرواية  توماس هاردي منذ القرن التاسع عشر المسماة  بعيدا عن الحشد الصاخب.
عرض الفلم للمرة الأولى في مهرجان كان السينمائي 2010 بشهر مايو وقد صدر في كافة أنحاء فرنسا بحلول 14 يوليو 2010. فيما أصدرت مومينتوم بيكتشرز الفلم في المملكة المتحدة 11 سبتمبر 2010.

## القصة
تامارا درو صحفية شابة وجذابة تضطر للعودة مرة أخرى إلى بلدة عائلتها لكي تتمكن من بيع مزرعة «وينارد» التي ورثتها عن والدتها الراحلة. وبعد وقت قليل من وصولها إلى البلدة تلتقي بحبيبها القديم العامل آندي كوب الذي كانت عائلته تملك مزرعة وينارد قبل أن تشتريها عائلة تامارا، الأمر الذي يعيد إحياء حبه لها. فيما دهش أهالي البلدة بالتغير الذي طرأ على درو إثر قيامها بعملية تجميل. تضطر تامارا للمغادرة حتى تجري حوارا مع عازف الطبول بين سيرغينت الذي يكتشف خيانة حبيبته مع زميله بالفرقة، فيقرر بين ترك فريقه ويدخل في علاقة مع تامارا. في الأثناء تسافر تامارا مع بين إلى لندن، فتقتحم فتاة متهورة منزلها في البلدة وترسل بعض الرسائل الإلكترونية من جهازها تتسب في وقوع مسآوي.

## الممثلين
- جيما آرتيرتون بدور تامارا درو
- روجيه آلام بدور نيكولاس هاردمنت
- بيل كامب بدور غلين ماكريفي
- دومينيك كوبر بدور بين سيرغينت
- لوك إيفانز بدور أندي كوب
- تاسمين غريغ بدور بيث هاردمنت
- جيسيكا باردين بدور جودي لونغ
- شارلوث كريستي بدور كيسي شاو
- جون بيت بدور ديغوري
- جوزي تايلور بدور زوي
- بروناه غالاغر بدور يوستاشا
- بيبا هايوود بدور تيس
- سوزان وولدريدج بدور بيني آبمينستر
- أليكس كيلي بدور أم جودي
- لولا فريرز بدور بوبي هاردمنت
- جويل فراي بدور ستيف كولاي

## الاستقبال

### شباك التذاكر
حقق الفلم 560,391 دولار أميركي في شباك التذاكر بأميركا الشمالية، وكذلك 11,350,304 دولار أميركي عالميًا، ليكون مجموع الإيرادات الكلي له حول العالم 11,910,695 دولار.

### ردود النقاد
تلقى الفلم عمومًا مراجعات إيجابية من النقاد. مُجمع المراجعات في الطماطم الفاسدة أفادت بأن 65% من أصل 114 ناقد أعطوا الفلم مراجعة إيجابية، مع متوسط تقييمي 6.3/10. ميتاكريتيك أعطى علامة 64/100 مبنية على مراجعات من 28 ناقد، مبنية 'مراجعات إيجابية عمومًا'.
مجلة إيمباير منحت أربعة نجوم من أصل خمس مفيدةً بأن الفلم «مضحك جدًا بذكاء، واؤدي بشكلٍ ممتاز.» 

## وصلات إضافية
- الموقع الرسمي (الولايات المتحدة)
- تامارا درو على موقع IMDb (الإنجليزية)
- تامارا درو على موقع ميتاكريتيك (الإنجليزية)
- تامارا درو على موقع روتن توميتوز (الإنجليزية)
- تامارا درو على موقع نتفليكس (الإنجليزية)
- تامارا درو على موقع قاعدة بيانات الأفلام العربية
- تامارا درو على موقع ألو سيني (الفرنسية)
- تامارا درو على موقع Turner Classic Movies (الإنجليزية)
- تامارا درو على موقع أول موفي (الإنجليزية)
- تامارا درو على موقع بوكس أوفيس موجو (الإنجليزية)
- تامارا درو على موقع فيلمافينيتي (الإسبانية)
- مقابلات تامارا درو، بي بي سي فِلم نتورك